# Walter Lennig
Walter Lennig (* 13. Februar 1902 in Kempten; † 18. Februar 1968 in Berlin) war ein deutscher Kulturjournalist und Biograf. Als solcher gehört er zu den ersten Biografen Gottfried Benns.

## Leben
Walter Lennig entstammte einer großbürgerlichen bayerischen Familie. Er kam zwar im Allgäu zur Welt, wuchs aber in Czernowitz auf. Dorthin war die Familie aufgrund der beruflichen Karriere seines Vaters Walter Lennig sen. gezogen. Neben der traditionell stark multikulturellen Bevölkerung der Bukowina und ihrer Eigenheiten prägten ihn als Jugendlichen vor allem die Jahre des Ersten Weltkriegs mit dem mehrfachen Besatzerwechsel von Czernowitz. Seit seiner Jugend war Walter Lennig künstlerisch-literarisch interessiert und auch selbst sehr musisch veranlagt – so brachte er es als Pianist bis zur Konzertreife. 1922 kehrte er nach Bayern zurück und studierte in München Klassische Philologie, Geschichte und Philosophie. Die Inflation machte aber schließlich die Fortführung des Studiums finanziell unmöglich.
Ab 1925 lebte und arbeitete er als freier Journalist und Schriftsteller in Berlin. Als Literatur- und Kunstkritiker war er für den Rundfunk sowie für verschiedene Zeitungen und Zeitschriften tätig. Schwerpunktmäßig begleitete er das Kulturleben der Hauptstadt. Beiträge von ihm erschienen unter anderem in den Ullstein-Blättern und in der Vossischen Zeitung. Dann wurde Walter Lennig Feuilletonchef der Täglichen Rundschau.
Nach dem Zweiten Weltkrieg schrieb Lennig unter anderem für die Berliner Zeitung. Von 1951 bis 1955 hatte er – einem Ruf Erik Regers folgend – den Posten des Feuilletonchefs der Berliner Zeitung Der Tagesspiegel inne. Dann zog er jedoch wieder das Dasein als freier Schriftsteller und Journalist vor. Es folgte eine ausgedehnte Rundfunktätigkeit, wobei mehrere längere Radioessays und Hörbilder entstanden, darunter Schmuggelware Slang (1955), Robert Schumann – der Antiphilister des Biedermeier (1956), Der Schwan aus der Rue d’Amsterdam (1956) und Melville (1961). Und er schrieb nun für verschiedene westdeutsche Zeitungen sowie Literaturzeitschriften. Unter anderem erschienen Beiträge von ihm im Deutschen Allgemeinen Sonntagsblatt.
Lennig wohnte in Berlin-Schöneberg im Haus Bozener Straße 11/12. Zu seinen Nachbarn gehörte der Schriftsteller Gottfried Benn, mit dem er gut bekannt war. Er reiste mit ihm im September 1952 auch nach Knokke, wo Benn zum Europäischen Dichtertreffen („Biennale Internationale de Poésie“) eingeladen worden war. Über Benn ergaben sich auch für Lennig Kontakte zu dessen Verleger Max Niedermayer, für dessen Verlag er ebenfalls tätig wurde. Und 1962 veröffentlichte er in der Reihe rowohlts monographien mit Gottfried Benn in Selbstzeugnissen und Bilddokumenten eine der ersten Biografien des Dichterarztes. Den dokumentarischen und bibliografischen Anhang besorgte Paul Raabe. 1994 erschien die 18. Auflage.
Ähnlich langlebig erwiesen sich auch die zwei weiteren Biografiebände, die Walter Lennig ebenfalls für die Reihe rowohlts monographien verfasste. Erstmals 1959 erschien, ebenfalls unter Mitwirkung Paul Raabes, Edgar Allan Poe in Selbstzeugnissen und Bilddokumenten. Bis 1995 folgten 14 weitere Auflagen. Etwas weniger erfolgreich war die dritte, 1965 veröffentlichte Biografie Marquis de Sade in Selbstzeugnissen und Bilddokumenten. Sie blieb bis 2002 in Druck und erreichte neun Auflagen. Die Anhänge hat Helmut Riege zusammengestellt.
Die drei Biografien machten Lennigs Namen auch im Ausland bekannt, da sie teils Übersetzungen etwa ins Englische, Dänische, Niederländische, Spanische und Japanische erfuhren.
Erst in seinen späteren Lebensjahren begann Walter Lennig zudem einen als Tetralogie angelegten autobiografischen Roman, der jedoch Fragment bleiben sollte. Teile davon wurden im Eckart-Jahrbuch 1968 veröffentlicht.